# Pachyserica huanglianensis
Pachyserica huanglianensis är en skalbaggsart som beskrevs av Ahrens 2006. Pachyserica huanglianensis ingår i släktet Pachyserica och familjen Melolonthidae. Inga underarter finns listade i Catalogue of Life.